# Marc Palanques
Marc Palanques (27 de mayo de 1961), es un jugador en la posición de segunda línea y dirigente de rugby a 13. En 2016 , se convirtió en presidente de la Federación Francesa de Rugby a 13.
Primero juegue en el Saint Jacques y Limoux, antes de fichar por Carcassonne entre 1981 y 1984. Con este último, gana su primero título : la Copa de Francia en 1983. En 1984, se reúne con Le Pontet XIII para cinco anos ganando el campeonato de Francia en 1986 y 1988 así como la Copa de Francia en 1986 y 1988. Al final en 1989, vuelve a Carcassonne y gagna dos nuevos títulos : campeonato en 1992 y copa en 1990. También fue en el selección de rugby a 13 de Francia entre 1984 y 1987, cuando fue capitán.
Después de su carrera deportiva, creó la empresa Kingsport antes de unirse a Intersport en 2003, permaneciendo en su consejo de administración. Volvió en el medio de rugby a 13 en 2015 y se convirtió en co- presidente Carcassonne en 2015 y lanzó su intento de convertirse en presidente de la Federación Francesa de Rugby a 13.

## Palmarés
- Campeonato de Francia :
  - 3 veces campeón : 1986, 1988 con Le Pontet y 1992 con Carcassonne.
  - 4 times finalista : 1985, 1987 y 1989 con Le Pontet y  1990 con Carcassonne.
- Copa de Francia :
  - 4 veces campeón : 1983 y 1990 con Carcassonne, y 1986, 1988 con Le Pontet.
  - 3 times finalista : 1982 con Carcassonne, y 1985 con 1989 con Le Pontet.